# Tracheliodes
Tracheliodes  (лат.) — род песочных ос из подсемейства Crabroninae (триба Crabronini).  
Охотятся на муравьёв из подсемейства долиходерины.

## Описание
Мелкие или среднего размера осы (около 1 см), чёрные с желтоватыми отметинами. Нижнечелюстные щупики 6-члениковые. Нижнегубные щупики 3-члениковые. Бока среднегруди с эпикнемиальным килем. 
Усики самок 12-члениковые (у самцов состоят из 13 сегментов). Внутренние края глаз субпараллельные (без выемки). Брюшко сидячее (первый стернит брюшка полностью находится под тергитом). Переднее крыло с одной дискоидальной и тремя радиомедиальными ячейками. Гнездятся в земле или древесине. Вид Tracheliodes quinquenotatus строит свои гнёзда в почве на глубине около 4 см, но вход к нему длится 20-30 см. Самка запасает там 20-50 пойманных муравьёв. Свою охоту эти осы проводят над идущей колонной муравьёв-фуражиров. Оса выбирает и хватает одного муравья челюстями и быстро улетаем и только потом жалит его, парализуя для переноски в гнездо. Из отложенного яйца спустя 48 часов появляется личинка. Развитие личинок длится около 3 недель, после чего она окукливается в сплетённом ею шёлковом коконе
.

## Систематика и распространение
Около 15 видов, из которых 3 ископаемых. Из миоценовых сланцев Флориссанта (Колорадо, США) описан Tracheliodes mortuellus, а из балтийского янтаря описаны Tracheliodes succinalis и Tracheliodes tornquisti.
В Палеарктике 5 видов, в России 2 вида.
- Tracheliodes alinae Nemkov, 1988
- Tracheliodes amu Pate, 1942
- Tracheliodes curvitarsis (Herrich-Schaeffer, 1841)
- Tracheliodes foveolineatus
- Tracheliodes ghilarovi Nemkov, 1988
- Tracheliodes hicksi Sandhouse, 1936
- †Tracheliodes mortuellus Cockerell, 1906
- †Tracheliodes succinalis (Cockerell, 1909)
- Tracheliodes quinquenotatus (Jurine, 1807)
- †Tracheliodes tornquisti (Cockerell 1909)
- Tracheliodes varus (Panzer, 1799)
- Другие виды